# Madison Desch
Madison Desch (Kansas City (Misuri), 25 de agosto de 1997) es una gimnasta artística estadounidense, campeona del mundo en el Mundial de Nanning 2014 en el concurso por equipos.

## Carrera deportiva
En el Campeonato Panamericano de 2014 celebrado en Mississauga, Canadá, ganó la medalla de oro en el concurso por equipos. Poco después, en el mundial celebrado en Nanning, China, ayudó a su equipo a lograr nuevamente el oro; las otras seis componentes del equipo estadounidense eran: Kyla Ross, Simone Biles, Mykayla Skinner, Madison Kocian, Alyssa Baumann y Ashton Locklear.